# Halimede
|  | Per a altres significats, vegeu «Halimeda». |

Halimede (en grec antic Ἁλιμήδη) va ser, segons la mitologia grega, una de les cinquanta Nereides, filla de Nereu, un déu marí fill de Pontos, i de Doris, una nimfa filla d'Oceà i de Tetis.
La mencionen Hesíode que diu que portava una bella corona, i Apol·lodor a les seves llistes de nereides. Apol·lodor diu que era la nereida senyora de les salmorres i de les aigües salades.
Va donar nom a Halimedes, un satèl·lit de Neptú, que, com altres satèl·lits d'aquell planeta, fa referència a les nereides.